# دانيال بريسينو
دانيال بريسينو (بالإسبانية: Daniel Briceño)‏ هو لاعب كرة قدم كولومبي، ولد في 16 سبتمبر 1985 في كوكوتا في كولومبيا. لعب مع أتلتيكو جونيور وديبورتيفو كالي.

## وصلات خارجية
- دانيال بريسينو على موقع قاعدة بيانات كرة القدم.إي يو (الإنجليزية)
- دانيال بريسينو على موقع Soccerway.com (الإنجليزية)
- دانيال بريسينو على موقع AS.com (الإسبانية)